# Scaphiella bordoni
Espèce
Scaphiella bordoni est une espèce d'araignées aranéomorphes de la famille des Oonopidae.

## Distribution
Cette espèce est endémique de l'État d'Aragua au Venezuela,.

## Description
Le mâle décrit par Platnick et Dupérré en 2010 mesure 1,50 mm et la femelle 1,53 mm.

## Étymologie
Cette espèce est nommée en l'honneur de Carlos Bordón Azzali (1921-2012).

## Publication originale
- Dumitrescu & Georgescu, 1987 : Quelques représentants de la famille Oonopidae (Araneae) du Venezuela. Fauna hipogea y hemiedáfica de Venezuela y de otros paises de América del Sur, vol. 1, p. 89-105.